# Facomatose
De facomatosen  (Grieks: φακός phakós = linze en overdrachtelijk (moeder)vlek), ook wel neurocutane ziekten genoemd, vormen een groep van medische aandoeningen die als gemeenschappelijke eigenschap hebben dat er afwijkingen zijn aan de huid en aan het zenuwstelsel. Daarnaast kan er sprake zijn van andere afwijkingen, bijvoorbeeld aan de ogen. De groep aandoeningen behoort niet tot een wetenschappelijk omschreven groep; de indeling is pragmatisch bepaald en is op grond van huidige wetenschappelijke inzichten achterhaald. Daardoor is ook niet eenduidig vastgelegd welke aandoeningen tot de facomatosen behoren.

## Kenmerken
Facomatosen worden gekenmerkt door hamartomen (goedaardige zwellingen) in meerdere organen of weefsels, waaronder de huid en het zenuwstelsel.

## Aandoeningen die in de regel tot de facomatosen worden gerekend
- Neurofibromatose Type 1 (ziekte van Von Recklinghausen)
- Tubereuze sclerose (ziekte van Bourneville)
- Retinocerebellaire angiomatose (ziekte van Von Hippel-Lindau)
- Craniofaciale angiomatose (syndroom van Sturge-Weber)
- Ataxia teleangiectatica (syndroom van Louis-Bar)
- Erfelijk darmpoliepsyndroom (syndroom van Peutz-Jeghers)
- Incontinentia pigmenti (syndroom van Bloch-Sulzberger of syndroom van Bloch-Siemens)

Doordat de definitie van de term 'facomatose' niet scherp omschreven is, kunnen soms ook andere aandoeningen hiertoe worden gerekend.

## Historische oorsprong van het begrip
In de jaren 1914 en 1919 beschreef de Duitse neuropatholoog M. Bielschowsky overeenkomsten tussen de ziekte van Von Recklinghausen en tubereuze sclerose. In 1920 beschreef de Nederlandse oogarts prof. Jan van der Hoeve voor het eerst 'vlekkerige veranderingen' in het netvlies van patiënten met tubereuze sclerose en noemde die veranderingen 'phakomen', omdat het Griekse woord 'phakos' ook wordt gebruikt in de betekenis van 'huidvlek'. In 1923 beschreef hij dat dergelijke afwijkingen overeenkomsten vertoonden bij de ziekte van Von Recklinghausen en tubereuze sclerose, en stelde voor om voor deze groep van ziekten de term 'phakomatose' te gebruiken.
In 1932 respectievelijk 1933 stelde hij voor om ook de ziekte van Von Hippel-Lindau en het syndroom van Sturge-Weber hiertoe te rekenen.
In een publicatie uit 1941 beschreef de Belgische neuropathologe Denise Louis-Bar een ziektebeeld met capillaire teleangiëctasieën in de huid en bindweefsel, huidvlekken en cerebellaire ataxie. Zij stelde voor om ook deze aandoening tot de facomatosen te rekenen.
Later werden door sommigen nog enkele aandoeningen tot deze groep gerekend, maar inmiddels is de term 'facomatose' in onbruik geraakt.